# Goler
Goler o Guler o Haripur fou un estat tributari protegit del tipus jagir al districte de Kangra, tahsil de Dera, al Panjab al territori de l'estat actual d'Himachal Pradesh. La seva superfície era de 65 km².
La llegenda diu que Hari Chand, raja katoch de Kangra, va caure en un pou sec mentre era de cacera, i després de la seva desaparició es va suposar que havia mort i el seu fill (o germà) fou proclamat rei; però als pocs dies Hari fou rescatat del pou sec, si bé ja no va poder o voler reclamar el tron; llavors va fundar Haripur a la vora del riu Banganga com a capital d'un estat separat que va anomenar Goler (o Guler) o Haripur, el 1415.
Sota l'emperador Shah Jahan, Raja Rup Chand va servir als mogols en la lluita contra una rebel·lió dels katochs de Kangra; abans sota Akbar “el Gran”, Kunwar Man Singh i el seu fill Jagat Singh van tenir part activa en el servei als mogols i el feu de Kabul fou concedit al primer.
Sota els sikhs, Raja Bhup Singh fou inicialment un aliat de Ranjit Singh contra els rajes katoch però el 1812 el seu territori fou confiscat. Després de l'annexió britànica el 1849, el seu fill Shamsher Singh va obtenir un jagir de 20 pobles que després va passar al seu nebot Raja Raghunath Singh, amb uns ingressos de 26.000 rúpies.
Rup Chand va rebre el títol de bahadur de l'emperador Jahangir i el seu fill Man Singh va rebre de l'emperador el cognom de Singh; el seu fill Bikram Singh va rebre d'Aurangzeb diversos honors.
L'estat fou annexionat el 1813 pel maharajà Ranjit Singh del Panjab i el raja va rebre el jagir de Nandpur el 1826. El 1853 el jagir fou reconegut pel govern britànic però amb prohibició d'heretar dels col·laterals; el 1877 va morir Shamsher Singh deixant només una filla i l'estat va passar als britànics que al cap d'un any (1878) va reconèixer el títol de raja al germà del difunt Jai Singh. El seu fill Raghunath Singh va rebre el títol de raja hereditari el 15 de març de 1909 i va morir el 9 de març de 1920.

## Llista de rages
- 1. Raja HARI Chand
- 2. Raja BHAUN Chand
- 3. Raja SUVARN Chand
- 4. Raja UDHYAN Chand
- 5. Raja NARINDAR Chand
- 6. Raja UDHARN Chand
- 7. Raja RATAN Chand
- 8. Raja NAND Chand
- 9. Raja GARUDA Chand
- 10. Raja GAMBHIR Chand
- 11. Raja ABHAYA Chand
- 12. Raja UTTAM Chand
- 13. Raja PRITHVI Chand
- 14. Raja KARAN Chand
- 15. Raja RAM Chand vers 1540-1570
- 16. Raja JAGDISH Chand (fill) 1570-1605
- 17. Raja VIJAYA Chand 1605-1610
- 18. Raja RUP Chand Bahadur 1610-1635
- 19. Raja MAN Singh 1635-1661
- 20. Raja BIKRAM Singh 1661-1675
- 21. Raja RAJ Singh 1675-1695
- 22. Raja DALIP Singh 1695- vers 1730
- 23. Raja GOVARDHAN Chand vers 1730-1773
- 24. Raja PRAKASH Chand 1773-1790 (va abdicar, i va morir el 1820)
- 25. Raja BHUP Singh 1790-1813 (+1826)
- 26. Raja SHAMSHER Singh 1826-1877 de Nandpur, senyor del fort d'Haripur
- 27. Raja JAI Singh 1878-1884
- 28. Raja RAGHUNATH Singh 1884-1920
- 29. Raja BALDEV Chand 1920-1949 (+1959)